# Ігнацув (Белхатовський повіт)
Ігнацув (пол. Ignaców) — село в Польщі, у гміні Зелюв Белхатовського повіту Лодзинського воєводства.
Населення — 217 осіб (2011).
У 1975-1998 роках село належало до Пйотрковського воєводства.

## Демографія
Демографічна структура станом на 31 березня 2011 року:
|          | Загалом | Допрацездатний вік | Працездатний вік | Постпрацездатний вік |
| -------- | ------- | ------------------ | ---------------- | -------------------- |
| Чоловіки | 103     | 31                 | 62               | 10                   |
| Жінки    | 114     | 20                 | 66               | 28                   |
| Разом    | 217     | 51                 | 128              | 38                   |